# شب انتخابات
شب انتخابات (دانمارکی: Valgaften) یک فیلم کوتاه کمدی دانمارکی به کارگردانی آندرس توماس ینسن است که در سال ۱۹۹۸ منتشر شد.
این فیلم در هفتاد و یکمین دوره جوایز اسکار در سال ۱۹۹۹ میلادی، برندهٔ جایزه اسکار بهترین فیلم کوتاه شد.

## بازیگران
- اولریش تامسن
- ینس یورن اسپوتی
- اوله تستروپ
- هلا جوف
- نیکلاس برو